# バッド・ムーン・ライジング (アルバム)
『バッド・ムーン・ライジング』（Bad Moon Rising）は、ソニック・ユースが1985年に発表したアルバムである。

## 解説
オリジナルレコード収録曲はニューヨーク市ブルックリン区にあるビフォア・キリスト・スタジオで録音された。今作ではボブ・バートが正式なドラマーとして全楽曲を担当している。
デス・ヴァリー’69にはノー・ウェーブシーンを代表するバンドティーンエイジ・ジーザス・アンド・ザ・ジャークスからリディア・ランチがゲストヴォーカルとして参加している。
キム・ゴードンがヴォーカルを努めるハロウィーン/フラワーはアルバムと同年1985年にシングルとして発表されている。
デス・ヴァリー’69でバンドとしてはじめてのミュージッククリップを撮影している。監督はニューヨーク・アンダーグラウンドの映像作家リチャード・カーン。バンドのライブ・シーンに、自作サブミット・トゥ・ミーからのカットインや、チャールズ・マンソンの図像と株券のカットインなどを加え死と狂気というアルバムコンセプトに沿ったクリップとなっている。

## アートワーク
カボチャ頭の案山子(カカシ)と背景とのコントラストが美しいアルバムジャケットは写真家ジェームス・ウェリングの手によるものである。

## 収録曲
特筆ない限り作曲ソニック・ユース、作詞はヴォーカル担当者

### オリジナルレコード
1. イントロ - Intro (1:11)
2. ブレイヴ・メン・ラン(イン・マイ・ファミリー) - Brave Men Run (In My Family) (3:56)
3. ソサエティー・イズ・ア・ホール - Society Is a Hole (4:51)
4. アイ・ラヴ・ハー・オール・ザ・タイム - I Love Her All the Time (8:21)
5. ゴースト・ビッチ - Ghost Bitch (4:25)
6. アイム・インセイン - I'm Insane (6:55)
7. ジャスティス・イズ・マイト - Justice Is Might (2:56)
8. デス・ヴァリー’69 - Death Valley '69 (5:22)
  - サーストンムーア作詞、ヴォーカル。リデイア・ランチがヴォーカルに参加。

### 再発売盤
1. イントロ - Intro (1:11)
2. ブレイヴ・メン・ラン(イン・マイ・ファミリー) - Brave Men Run (In My Family) (3:56)
3. ソサエティー・イズ・ア・ホール - Society Is a Hole (4:51)
4. アイ・ラヴ・ハー・オール・ザ・タイム - I Love Her All the Time (8:21)
5. ゴースト・ビッチ - Ghost Bitch (4:25)
6. アイム・インセイン - I'm Insane (6:55)
7. ジャスティス・イズ・マイト - Justice Is Might (2:56)
8. デス・ヴァリー’69 - Death Valley '69 (5:22)
  - 以下の曲はＣＤ化される際に加えられたボーナストラックである。
9. サタン・イズ・ボアリング - Satan Is Boring (5:13)
10. ハロウィーン - Halloween (5:11)
  - 1985年1月にレディオトーキョー、ヴェネツィア、カリフォルニア州で録音された。
11. フラワー - Flower (3:35)
  - 1985年1月にレディオトーキョー、ヴェネツィア、カリフォルニア州で録音された。
12. エコー・キャニオン - Echo Canyon (1:09)